# موریس (شلی)

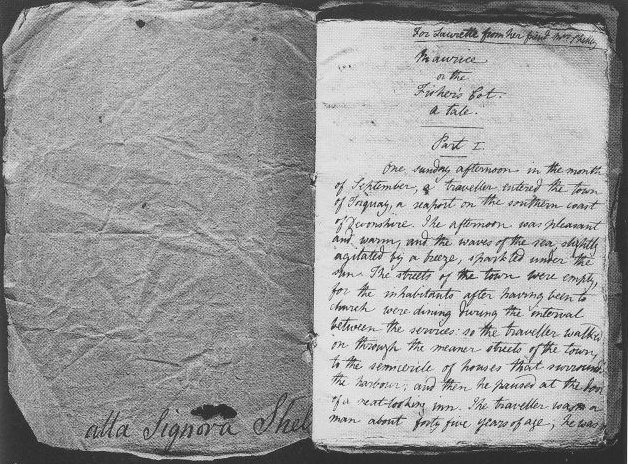
صفحه اول دست‌نویس «موریس» با «آلا سیگنورا شلی» در پایین سمت چپ و «برای لورت از دوستش خانم شلی» در بالا سمت راست.

موریس، یا کلبهٔ ماهیگیر داستانی کودکانه از نویسندهٔ رمانتیک، مری شلی است. این داستان در سال ۱۸۲۰ برای لورت تایگ، دخترِ دوستانش مارگارت کینگ و جورج ویلیام تایگ نوشته شد. مری شلی تلاش کرد آن را از طریق پدرش، ویلیام گادوین، منتشر کند، اما او نپذیرفت. متن داستان تا سال ۱۹۹۷ مفقود بود، تا اینکه نسخه‌ای از دست‌نویس آن در ایتالیا کشف شد.
«موریس» روایت‌گر داستان پسربچه‌ای است در جستجوی خانه، که در مسیرش با مسافری برخورد می‌کند که در نهایت مشخص می‌شود پدر گمشده‌اش است. داستان با لحنی اندوهگین و از چند زاویهٔ دید روایت می‌شود و تمرکز آن بر مضمون فقدان، به‌ویژه جدایی والدین و فرزندان، است. مری شلی این مضمون تا حدی خودزندگی‌نامه‌ای را در دیگر آثار هم‌دوره‌اش نیز کاویده است، از جمله در رمان ماتیلدا و نمایشنامهٔ پروسرپاین. زبان سادهٔ این داستان بازتابی است از سبک ویلیام وردزورث، شاعر رمانتیک، که مری شلی هنگام نوشتن «موریس» آثارش را مطالعه می‌کرد.

## پیش‌زمینه

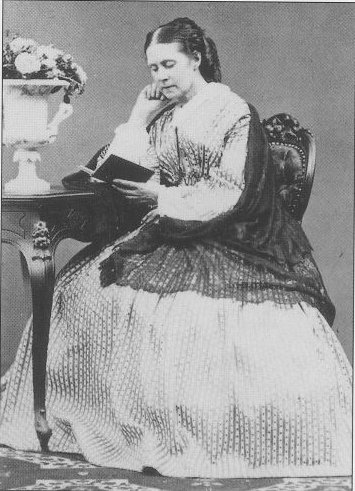
لورت بیست سال بعد از اینکه مری شلی «موریس» را برای او نوشت.

در سال ۱۸۱۴، مری شلیِ هفده‌ساله (که در آن زمان مری گادوین نام داشت) همراه با پرسی بیش شلی به قارهٔ اروپا گریخت؛ آن‌ها را کلر کلرمونت، خواهر ناتنی مری، همراهی می‌کرد. پس از شش هفته سفر، آن‌ها به انگلستان بازگشتند اما همچنان با هم زندگی می‌کردند. مری با فرزندی از پرسی باردار برگشت، اما نوزادشان مدت کوتاهی پس از تولد زودرس درگذشت. پرسی از خانواده‌اش طرد شده بود و حمایت مالی اندکی دریافت می‌کرد؛ به همین دلیل، همواره تحت فشار طلبکاران قرار داشت. در سال ۱۸۱۶، مری و پرسی صاحب دومین فرزندشان، ویلیام، شدند. این گروه تابستان ۱۸۱۶ را با لرد بایرون در کنار دریاچهٔ ژنو گذراندند؛ جایی که مری شلی فرانکنشتاین را نوشت. آن پاییز، همسر پرسی، هریت، خودکشی کرد و در دسامبر همان سال، پرسی و مری ازدواج کردند. کلرمونت با بایرون رابطه داشت و در ژانویهٔ ۱۸۱۷ از او دختری به نام آلگرا به دنیا آورد. در سپتامبر ۱۸۱۷، مری و پرسی صاحب فرزند دیگری به نام کلارا شدند.
این گروه در اوایل سال ۱۸۱۸ به ایتالیا سفر کردند. آن‌ها ابتدا آلگرا را در آوریل به بایرون سپردند، که باعث اندوه شدید کلر شد. در ماه اوت، پرسی به خواست کلر او را برای دیدن آلگرا نزد بایرون برد. پرسی هنگام رسیدن به ونیز به بایرون گفت که کل خانواده همراهش هستند. مری نیز به ونیز احضار شد تا داستان پرسی را تأیید کند. با این حال، نوزادشان، کلارا، بیمار بود و سفر حال او را وخیم‌تر کرد. او اندکی پس از ورود به ونیز درگذشت. در زمستان ۱۸۱۸، پرسی کودکی به نام النا آدلاید را در ناپل به نام خود و مری ثبت کرد، اما اینکه این کودک واقعاً فرزند چه کسی بوده، مشخص نیست.
در سال ۱۸۱۹، گروه به رم نقل مکان کرد؛ جایی که پسر مری و پرسی، ویلیام، درگذشت. مری شلی که حالا هر سه فرزند خود را از دست داده بود، به شدت افسرده شد. کلر نیز بیش‌ازپیش نگران آلگرا بود، چرا که بایرون نه اجازهٔ ملاقات می‌داد و نه می‌گفت که دختر کجاست. با این حال، مری دوباره با فرزند بعدی‌اش، پرسی فلورنس، باردار شد. آن‌ها از رم به پیزا و سپس فلورانس سفر کردند. در مسیر، با زوجی آشنا شدند که به آن‌ها کمک کرده و الهام‌بخششان شدند: لیدی مانت‌کشِل (که در گذشته مارگارت کینگ، شاگرد مشتاق مری ولستون‌کرفت، مادر مری شلی، بود) و جورج ویلیام تایگ، نظریه‌پرداز کشاورزی که به‌خاطر او خانواده‌اش را ترک کرده بود. هر دوی آن‌ها شاعر بودند و مانند خانوادهٔ شلی، جمهوری‌خواه و آزاداندیش محسوب می‌شدند. لیدی مانت‌کشِل خود را «خانم میسون» می‌نامید، بر اساس یکی از شخصیت‌های داستان کودکانهٔ داستان‌های واقعی از زندگی واقعی (۱۷۸۸) اثر ولستون‌کرفت. این زوج دو فرزند داشتند: آنا لورا جورجیانا (که لورت صدایش می‌زدند) و نرینا، که خیلی زود به مری و کلر وابسته شدند.
پس از سفر به فلورانس، مری شلی در نامه‌ای به لیدی مانت‌کشِل، سادگی و صراحت لورت را ستود. لورت از طریق مادرش جویای حال مری شد و خواهان دیدار با او گردید. مری شلی دو ماه پس از تولد پرسی فلورنس، از لورت دعوت کرد که در فلورانس نزد او بماند، اما مادر لورت طاقت دوری از دخترش را نداشت. در اوایل ۱۸۲۰، گروه به پیزا نقل مکان کرد و کلر به‌سان خواهری بزرگ‌تر برای لورت شد؛ او را به اپرا و کارناوال می‌برد. در تابستان، گروه باز هم نقل مکان کردند، این بار از پیزا به لیورنو، و مری شلی پژوهش برای رمان تاریخی‌اش والپرگا را آغاز کرد. در تمام تابستان، کلر با اضطراب به بایرون نامه می‌نوشت و از او درخواست می‌کرد تا اجازهٔ دیدن آلگرا را بدهد. بایرون که معتقد بود خانوادهٔ شلی والدینی سهل‌انگارند و مرگ فرزندانشان نتیجهٔ بی‌مبالاتی آن‌هاست، و همچنین نگران بود که فرزندان تربیت مذهبی مناسب نداشته باشند، همواره از اجازهٔ دیدار کلر با دخترشان خودداری می‌کرد.

## نگارش و انتشار

نقاشی مری شلی توسط ریچارد راثول (۱۸۳۹–۱۸۴۰)

مری شلی داستان موریس را در تاریخ ۱۰ اوت ۱۸۲۰ برای لورت تایگ نوشت. در دفتر یادداشت‌های روزانهٔ آن روز او آمده است: «پنج‌شنبه ۱۰م — نوشتن داستانی برای لورت — قدم‌زنی در کوه — Le Buche delle Fate [غارهای افسانه‌ای یا غار پریان] — هوا گرم و دلپذیر است». کلر کلرمونت و لورت روز تولد لورت را در پیزا با هم گذرانده بودند و روز بعد را نیز با مری شلی در کنار ساحل سپری کردند؛ این گردش ممکن است الهام‌بخش داستان موریس بوده باشد، که احتمالاً هدیهٔ تولدی برای لورت نیز به‌شمار می‌رفته است. مری شلی پیشنهاد کرد که پدرش، فیلسوف ویلیام گادوین، موریس را در مجموعهٔ کتابخانهٔ کودکان و نوجوانان خود منتشر کند، اما او این پیشنهاد را نپذیرفت. گادوین شاید فکر می‌کرد که داستان بیش از حد کوتاه است یا اینکه شباهت زیادی به داستانی از کارولین بارنارد با عنوان پسر ماهیگیرِ ویماوث که او به‌تازگی در سال ۱۸۱۹ منتشر کرده بود، دارد. ال. آدام مک‌لر در مقاله‌ای دربارهٔ موریس پیشنهاد می‌کند که شاید دلیل دیگر گادوین برای رد این داستان، «شباهت‌های قوی زندگی‌نامه‌ای» آن با تاریخچهٔ خانواده‌های شلی و گادوین بوده باشد.
نسخهٔ خطی این داستان تا تابستان ۱۹۹۷ مفقود بود، تا اینکه کریستینا داتزی آن را در خانهٔ خانوادگی داتزی، کازا چینی، در منطقهٔ سن مارچلو پیستویزه کشف کرد. او در جعبه‌ای پر از کاغذهای قدیمی به‌دنبال «چیزی جالب» برای افزودن به نمایشگاهی دربارهٔ زمستان سال‌های ۱۸۲۷ تا ۱۸۲۸ می‌گشت—دورانی که شاعر جاکومو لئوپاردی از آنجا دیدار کرده و با لیدی مانت‌کشِل و دخترش دیدار کرده بود. بخش‌هایی از این داستان نخستین بار در کتابی ایتالیایی دربارهٔ لیدی مانت‌کشِل به قلم ماریو کورلی در سال ۱۹۹۷ منتشر شد. یک سال بعد، کلر تاملین، زندگی‌نامه‌نویس پرسی شلی و مری ولستون‌کرفت، متن کامل داستان را همراه با مقدمه‌ای مفصل و نسخهٔ تایپی دست‌نویس آن منتشر کرد.

## خلاصه داستان
در «بخش اول»، مسافری وارد تورکی در شهرستان دوون می‌شود. او شاهد عبور دسته‌ای عزادار است و در میان آن‌ها پسربچه‌ای زیبا و اندوهگین را می‌بیند که در مراسم شرکت دارد. مسافر به مهمان‌خانه‌ای محلی می‌رود، جایی که یکی از روستاییان داستان موریس و «بارنت پیر» تازه‌درگذشته را برایش تعریف می‌کند. بارنت پیر، ماهیگیری بود که با همسرش، بانو بارنت، زندگی می‌کرد. همسرش حدود یک سال پیش از دنیا رفته بود و بارنت پس از مرگ او دچار اندوه شدیدی شد، چرا که دیگر کسی نبود که به خانه‌اش بازگردد. روزی، موریس ظاهر شد و داوطلب شد تا در نبود او که به ماهیگیری می‌رفت، در کارهای خانه کمک کند. موریس فقیر و بیمار بود و توان انجام کارهای سنگین را نداشت، اما با جدیت کار می‌کرد. بارنت پیر به تدریج به موریس علاقه‌مند شد، و اهالی روستا نیز به او دل بستند.
«بخش دوم» با آمدن برادر بارنت آغاز می‌شود که به موریس اطلاع می‌دهد باید تا یک هفته دیگر کلبه را ترک کند. موریس روزهایش را در سوگ ماهیگیر پیر سپری می‌کند. روزی، همان مسافر دوباره به روستا بازمی‌گردد و به دنبال موریس می‌گردد؛ او به کلبه می‌رود و از موریس می‌خواهد که اجازه دهد شب را آنجا بماند. آن‌ها با هم گفتگو می‌کنند و موریس از تصمیمش برای ترک کلبه و یافتن کار در مزرعه می‌گوید. او از خانوادهٔ فقیرش تعریف می‌کند و اینکه نمی‌خواهد باری بر دوش آن‌ها باشد، و فاش می‌کند که پدرش او را کتک می‌زده، چون باور نداشته که موریس واقعاً بیمار است. مسافر و موریس کنار هم می‌نشینند و از طبیعت لذت می‌برند، و دربارهٔ زیبایی‌های زندگی روستایی و کتاب‌خواندن گفتگو می‌کنند. مسافر پیشنهاد می‌دهد که سرپرستی موریس را برعهده بگیرد و او را آموزش دهد.
در «بخش سوم»، مسافر توضیح می‌دهد که پسر یک استاد ریاضیات دانشگاه آکسفورد است. در کودکی، عاشق کتاب‌خواندن در فضای باز بوده و همیشه می‌خواسته بداند جهان چگونه کار می‌کند. او معمار شده و به سراسر اروپا سفر کرده است. در نهایت با زنی دوست‌داشتنی ازدواج کرده و صاحب پسری به نام هنری شده‌اند. روزی، آن دو فرزندشان را به پرستارش سپردند و خود برای گردش رفتند؛ اما پرستار در خواب فرورفت، و وقتی والدین بازگشتند، کودک ناپدید شده بود و دیگر هرگز پیدا نشد. پدر سال‌ها در جستجوی پسرش در روستاها می‌گشت، تا اینکه روزی با زنی به نام بانو اسمیتسون روبه‌رو شد؛ زنی که پسرش را دزدیده بود. او برای خشنود کردن همسر دریانوردش که آرزوی داشتن فرزند داشت، دروغ گفته بود که باردار است. پیش از بازگشت همسر، او نیاز به کودکی داشت، پس پسر آن زوج را ربود. کودک که به زندگی سخت دهقانی عادت نداشت، بیمار و ضعیف شد و شوهر آن زن که او را بی‌فایده می‌دانست، از او بیزار شد و کتکش می‌زد. با شنیدن این داستان، موریس حقیقت را فاش می‌کند: او همان پسر گمشده است. او نامش را عوض کرده بود، چون باور داشت پدر واقعی‌اش همان مرد خشن بوده است. مسافر که از دیدار دوباره با فرزندش شادمان است، کلبه را برای او می‌خرد. گاهی به آن‌جا بازمی‌گردند. موریس تحصیل می‌کند، بزرگ می‌شود و به سفرهای زیادی می‌رود. او بازمی‌گردد و می‌بیند که کلبهٔ قدیمی ویران شده است؛ سپس کلبه‌ای نو برای خانواده‌ای فقیر از ماهیگیران می‌سازد، درست کنار جایگاه کلبهٔ قبلی.

## سبک، ژانر و فضا

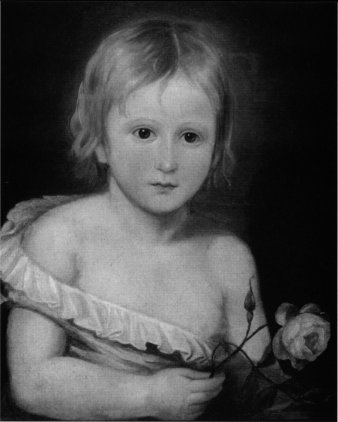
نقاشی ویلیام «ویلموس» شلی، لحظاتی پیش از مرگش با مالاریا (آملیا کوران، ۱۸۱۹)

موریس به سه بخش تقسیم شده است—تقسیمی که احتمالاً بازتابی از روند رایج رمان‌های سه‌جلدی برای بزرگسالان در آن زمان است—و شامل چندین راوی مختلف است. داستان با لحنی اندوهگین نوشته شده، با یک مراسم تدفین آغاز می‌شود و با فروپاشی کلبه به پایان می‌رسد. با این حال، مارینا وارنر در نقدی بر نسخهٔ کلر تاملین از موریس در نیویورک تایمز می‌نویسد که این داستان «فاقد آن جوشش خلاقانه، پیچیدگی اخلاقی و خیال‌پردازی تیره و گوتیکی است که در فرانکنشتاین دیده می‌شود».
مری شلی هنگام نگارش موریس مشغول خواندن اشعار ویلیام وردزورث بود. کلر تاملین استدلال می‌کند که «وردزورث گویی بر فضای موریس سایه افکنده است، با زبان روشن و ساده‌اش، و با فضاسازی‌ای در میان مردم ساده‌دل و کارگران فقیر، در بسترهایی طبیعی از صخره‌ها، درختان، صخره‌ساحلی و کنار دریا».
نیک‌سرشتیِ ذاتیِ موریس در تمام طول داستان بدون تزلزل باقی می‌ماند. برخلاف فرانکنشتاین مری شلی، که در آن محیط بر شکل‌گیری اخلاق انسان تأثیر می‌گذارد، موریس بر این باور است که انسان‌ها می‌توانند ذاتاً خوب باشند. موریس حتی بانو اسمیتسون را که او را از پرستارش دزدیده بود، می‌بخشد. هدف این داستان برانگیختن همدلی خواننده است. برخلاف بسیاری از داستان‌های کودکانهٔ زمان خود، موریس آموزه‌محور نیست و مرز روشنی میان فضیلت و رذیلت نمی‌کشد.
با وجود تأکید بر همدلی، مضمون غالب در موریس، فقدان است: والدینی که فرزند خود را از دست می‌دهند؛ مادری که تا آنجا مشتاق داشتن فرزند است که کودکی را می‌رباید؛ و «موریس» که حس هویت خود را از دست می‌دهد. کلر تاملین مضمون‌های اصلی داستان را رمانتیک می‌داند: «آسیب‌پذیریِ کودکی و والدگری؛ آوارگی، فقدان، رنج، مرگ و بازسازی؛ شوق به دنیای طبیعی؛ و قدرت زمان، که هم شفا می‌بخشد و هم نابود می‌کند».
فقدان فرزندان، به‌ویژه، ممکن است هم دلالتی زندگی‌نامه‌ای و هم خودزندگی‌نامه‌ای داشته باشد. لیدی مانت‌کشِل از همسرش جدا شده و ناچار شده بود فرزندانش را ترک کند. دادگاه حکم داده بود که پرسی بیش شلی برای نگهداری از فرزندانش از ازدواج نخست، شایستگی ندارد، و حضانت آن‌ها را به قَیّم قانونی سپرده بود. سومین ارجاع ممکن نیز به مرگ سه فرزند مری و پرسی شلی بازمی‌گردد. منتقد ادبی، آ.آ. مارکلی، اشاره می‌کند که مری شلی در همین دوران آثاری دیگر نیز نوشته که به مسئلهٔ جدایی کودک از والد می‌پردازند، به‌ویژه رمان ماتیلدا و نمایشنامهٔ کودکانه پروسرپاین، که هر دو را در سال ۱۸۲۰ کار می‌کرد. مارکلی توضیح می‌دهد که موریس بازآفرینی‌ای از ماتیلدا است، «که در آن پیوند دوبارهٔ پدر و فرزند، به‌جای پایانی تراژیک، به آشتی‌ای شاد ختم می‌شود». این مضمون در داستان‌های کوتاه مری شلی چون سوگوار، چشمِ شیطانی، و زائران، همچنین در رمان لودور (۱۸۳۵) نیز بررسی شده است.
مکلر معتقد است که داستان ممکن است نوعی انتقاد پوشیده از نامادری مری شلی، مری جین کلرمونت، باشد. بانو اسمیتسون به شوهرش دربارهٔ وضعیت فرزندی‌اش دروغ می‌گوید؛ که ممکن است اشاره‌ای باشد به گذشتهٔ مبهمِ دو فرزند نخست مری جین کلرمونت و «تمایل او به دروغ‌گویی».(کلرمونت خود را بیوه‌ای معرفی می‌کرد با فرزندانی مشروع، در حالی‌که واقعیت چنین نبود) مکلر گمان می‌کند که «در ربودنِ نخست‌زاده، بانو اسمیتسون به‌شکلی استعاری تکرار می‌کند آنچه مری جین انجام داد: غصب نقش مادریِ وارث مذکری که اصالتاً متعلق به مری ولستون‌کرفت بود».

## بازخوردها
به‌گفتهٔ میراندا سیمور، نویسندهٔ زندگی‌نامهٔ مری شلی، هرچند خود داستان موریس «اثر بزرگی نبود… اما واکنش عمومی به کشف آن، بسیار بیشتر از مثلاً نامه‌های تازه‌یافتهٔ [پرسی] شلی و بایرون بود». او توضیح می‌دهد که این توجه عمومی به این دلیل بوده که مری شلی اکنون به‌عنوان یکی از نویسندگان برجستهٔ دورهٔ رمانتیک شناخته می‌شود، آثارش روزبه‌روز در دسترس‌تر شده‌اند، و نویسندگی او در فرانکنشتاین اغلب در رسانه‌های عمومی مورد اشاره قرار می‌گیرد.